# سوزوکی ایکس-۹۰
سوزوکی ایکس-۹۰ (Suzuki X-۹۰) خودرویی است که در سال‌های ۱۹۹۵ تا ۱۹۹۷تولید شده‌است.
این خودرو در کلاس مینی ام‌پی‌وی قرار گرفته، طراحی آن خودروهای موتور جلو-چهار چرخ متحرک بوده طول آن در حالت طبیعی ۳٬۷۱۰ میلیمتر (۱۴۶ اینچ)، عرض آن در حالت طبیعی ۱٬۶۹۵ میلیمتر (۶۶٫۷ اینچ) و ارتفاع آن در حالت طبیعی ۱٬۵۵۰ میلیمتر (۶۱ اینچ) و وزن آن در حالت طبیعی ۱٬۱۰۰ کیلوگرم (۲٬۴۰۰ پوند) است. سیستم جعبه‌دندهٔ آن ۵ دنده به دو صورت خودکار و دستی است.